# Chuang Chia-jung
Este es un nombre chino; el apellido es Chuang (莊).
Chuang Chia-jung (en chino tradicional, 莊佳容; en chino simplificado, 庄佳容; pinyin, Zhuāng Jiā Róng; 10 de enero de 1985, Kaohsiung) es una tenista profesional taiwanesa.
En el Abierto de Australia 2007, alcanzó la final en categoría dobles femenino junto a su compañera Yung-jan Chan, perdiendo en tres sets ante Cara Black y Liezel Huber.

## Títulos del Grand Slam (0; 0+0)

### Dobles

#### Finalista (2)
| Año  | Torneo               | Pareja        | Oponentes en la final        | Resultado        |
| 2007 | Abierto de Australia | Yung-Jan Chan | Cara Black Liezel Huber      | 4-6, 7-6(4), 1-6 |
| 2007 | Abierto de EE.UU.    | Yung-Jan Chan | Nathalie Dechy Dinara Sáfina | 4-6, 2-6         |

## Títulos WTA (22; 0+22)

### Dobles (22)
| Leyenda: Antes de 2009     | Leyenda: A partir de 2009 |
| -------------------------- | ------------------------- |
| Grand Slam (0)             |                           |
| WTA Tour Championships (0) |                           |
| Tier I (1)                 | Premier Mandatory (1)     |
| Tier II (2)                | Premier 5 (0)             |
| Tier III (3)               | Premier (3)               |
| Tier IV & V (4)            | International (8)         |

| No. | Fecha                    | Torneo           | Superficie    | Compañera          | Oponentes en la final                | Resultado           |
| 1.  | 2 de octubre de 2005     | Seúl             | Dura          | Yung-Jan Chan      | Jill Craybas Natalie Grandin         | 6-2, 6-4            |
| 2.  | 18 de febrero de 2007    | Bangalore        | Dura          | Yung-Jan Chan      | Su-Wei Hsieh Alla Kudryavtseva       | 6-7(4), 6-2, [11-9] |
| 3.  | 17 de junio de 2007      | Birmingham       | Hierba        | Yung-Jan Chan      | Sun Tiantian Meilen Tu               | 7-6(3), 6-3         |
| 4.  | 23 de junio de 2007      | 's-Hertogenbosch | Hierba        | Yung-Jan Chan      | Anabel Medina Virginia Ruano         | 7-5, 6-2            |
| 5.  | 23 de septiembre de 2007 | Pekín            | Dura          | Su-Wei Hsieh       | Xinyun Han Xu Yifan                  | 7-6(2), 6-3         |
| 6.  | 30 de septiembre de 2007 | Seúl             | Dura          | Su-Wei Hsieh       | Eleni Daniilidou Jasmin Wöhr         | 6-2, 6-2            |
| 7.  | 10 de febrero de 2008    | Pattaya          | Dura          | Yung-Jan Chan      | Su-Wei Hsieh Vania King              | 6-4, 6-3            |
| 8.  | 18 de mayo de 2008       | Roma             | Tierra batida | Yung-Jan Chan      | Iveta Benešová Janette Husárová      | 7-6(5), 6-3         |
| 9.  | 27 de julio de 2008      | Los Ángeles      | Dura          | Yung-Jan Chan      | Eva Hrdinová Vladimíra Uhlířová      | 2-6, 7-5, [10-4]    |
| 10. | 28 de septiembre de 2008 | Seúl             | Dura          | Su-Wei Hsieh       | Vera Dushevina María Kirilenko       | 6-3, 6-0            |
| 11. | 12 de abril de 2009      | Amelia Island    | Tierra batida | Sania Mirza        | Květa Peschke Lisa Raymond           | 6-3, 4-6, [10-7]    |
| 12. | 9 de agosto de 2009      | Los Ángeles      | Dura          | Zi Yan             | María Kirilenko Agnieszka Radwańska  | 6-0, 4-6, [10-7]    |
| 13. | 18 de octubre de 2009    | Osaka            | Dura          | Lisa Raymond       | Chanelle Scheepers Abigail Spears    | 6-2, 6-4            |
| 14. | 16 de enero de 2010      | Hobart           | Dura          | Kveta Peschke      | Yung-Jan Chan Monica Niculescu       | 3-6, 6-3, [10-7]    |
| 15. | 9 de octubre de 2010     | Pekín            | Dura          | Olga Govortsova    | Gisela Dulko Flavia Pennetta         | 7-6(2), 1-6, [10-7] |
| 16. | 21 de mayo de 2011       | Estrasburgo      | Tierra batida | Akgul Amanmuradova | Natalie Grandin Vladimíra Uhlířová   | 6-4, 5-7 [10-2]     |
| 17. | 27 de agosto de 2011     | New Haven        | Dura          | Olga Govortsova    | Sara Errani Roberta Vinci            | 7-5, 6-2            |
| 18. | 4 de marzo de 2012       | Kuala Lumpur     | Dura          | Kai-Chen Chang     | Hao-Ching Chan Rika Fujiwara         | 7-5, 6-4            |
| 19. | 5 de mayo de 2012        | Estoril          | Tierra batida | Shuai Zhang        | Yaroslava Shvédova Galina Voskoboeva | 4-6, 6-1, [11-9]    |
| 20. | 20 de septiembre de 2014 | Guangzhou        | Dura          | Chen Liang         | Alizé Cornet Magda Linette           | 2-6, 7-6(3), [10-7] |
| 21. | 23 de mayo de 2015       | Estrasburgo      | Tierra batida | Chen Liang         | Nadiia Kichenok Saisai Zheng         | 4-6, 6-4 [12-10]    |
| 22. | 20 de febrero de 2016    | Dubái            | Dura          | Darija Jurak       | Caroline Garcia Kristina Mladenovic  | 6-4, 6-4            |

#### Finalista (13)
| N.º | Fecha                   | Torneo               | Superficie    | Compañera           | Oponentes en la final            | Resultado        |
| 1.  | 3 de octubre de 2004    | Seúl                 | Dura          | Su-Wei Hsieh        | Cho Yoon-jeong Jeon Mi-Ra        | 6-3, 1-6, 7-5    |
| 2.  | 1 de octubre de 2006    | Seúl                 | Dura          | Mariana Díaz-Oliva  | Virginia Ruano Paola Suárez      | 6-2, 6-3         |
| 3.  | 8 de octubre de 2006    | Tokio                | Dura          | Yung-Jan Chan       | Vania King Jelena Kostanić Tošić | 7-6(2), 5-7, 6-2 |
| 4.  | 27 de enero de 2007     | Abierto de Australia | Dura          | Yung-Jan Chan       | Cara Black Liezel Huber          | 6-4, 6-7(4), 6-1 |
| 5.  | 11 de febrero de 2007   | Pattaya City         | Dura          | Yung-Jan Chan       | Nicole Pratt Mara Santangelo     | 6-4, 6-7(4), 6-1 |
| 6.  | 18 de marzo de 2007     | Indian Wells         | Dura          | Yung-Jan Chan       | Lisa Raymond Samantha Stosur     | 6-3, 7-5         |
| 7.  | 9 de septiembre de 2007 | Abierto de EE.UU.    | Dura          | Yung-Jan Chan       | Nathalie Dechy Dinara Sáfina     | 6-4, 6-2         |
| 8.  | 7 de octubre de 2007    | Tokio                | Dura          | Vania King          | Sun Tiantian Yan Zi              | 1-6, 6-2, [10-6] |
| 9   | 9 de marzo de 2008      | Bangalore            | Dura          | Yung-Jan Chan       | Shuai Peng Sun Tiantian          | 6-4, 5-7, [10-8] |
| 10. | 11 de abril de 2010     | Ponte Vedra Beach    | Tierra batida | Shuai Peng          | Bethanie Mattek Yan Zi           | 4-6, 6-4, [10-8] |
| 11. | 23 de mayo de 2015      | Estrasburgo          | Tierra batida | Chen Liang          | Nadiia Kichenok Saisai Zheng     | 4-6, 6-4 [12-10] |
| 12. | 29 de agosto de 2015    | New Haven            | Dura          | Chen Liang          | Julia Görges Lucie Hradecká      | 3-6, 1-6         |
| 13. | 27 de agosto de 2016    | New Haven            | Dura          | Kateryna Bondarenko | Sania Mirza Monica Niculescu     | 5-7, 4-6         |

## TítulosWTA 125s
| Leyenda  | Individuales | Dobles |
| -------- | ------------ | ------ |
| WTA 125s | 0            | 3      |

### Dobles (3)
| N.º | Fecha                   | Torneos  | Superficie    | Pareja          | Oponentes                              | Resultado        |
| --- | ----------------------- | -------- | ------------- | --------------- | -------------------------------------- | ---------------- |
| 1.  | 20 de julio de 2014     | Nanchang | Dura          | Junri Namigata  | Chan Chin-wei Xu Yifan                 | 7–6(7–4), 6–3    |
| 2.  | 7 de septiembre de 2014 | Suzhou   | Dura          | Chan Chin-wei   | Misa Eguchi Eri Hozumi                 | 6–1, 3–6, [10–7] |
| 3.  | 11 de junio de 2017     | Bol      | Tierra batida | Renata Voráčová | Lina Gjorcheska Aleksandrina Naydenova | 6-4, 6-2         |

#### Finalista (2)
| N.º | Fecha                   | Torneos | Superficie | Pareja         | Oponentes                              | Resultado        |
| --- | ----------------------- | ------- | ---------- | -------------- | -------------------------------------- | ---------------- |
| 1.  | 3 de noviembre de 2014  | Taipéi  | Carpet (i) | Chang Kai-chen | Chan Hao-ching Chan Yung-jan           | 4–6, 3–6         |
| 2.  | 14 de noviembre de 2016 | Taipéi  | Dura (i)   | Chang Kai-chen | Natela Dzalamidze Veronika Kudermetova | 6-4, 3-6, [5-10] |